# هاوکر سی فیوری
هاوکر سی فیوری (به انگلیسی: Hawker Sea Fury) یک هواپیمای ساختِ کارخانهٔ هاوکر سیدلی در کشور بریتانیا است که در سال ۱۹۴۵–۵۵ ساخته شد. نخستین استفاده‌کنندهٔ این هواپیما نیروی دریایی پادشاهی بریتانیا بوده‌است. این هواپیما برای نخستین بار در ۱ سپتامبر ۱۹۴۴ میلادی مورد استفاده قرار گرفت.